# Sérgio Gitirana Florêncio Chagasteles
Sérgio Gitirana Florêncio Chagasteles GOMM (Maceió, 15 de novembro de 1936 - Rio de Janeiro, 3 de setembro de 2012) foi um almirante brasileiro, que atuou como Ministro da Marinha e como Comandante da Marinha, durante o segundo mandato do Presidente Fernando Henrique Cardoso.

## Biografia
Nasceu em 15 de novembro de 1936, em Maceió. Ingressou na Marinha do Brasil como Aspirante da Escola Naval, em 29 de março de 1954, sendo declarado Guarda-Marinha em 29 de dezembro de 1956. Foi promovido sucessivamente a Segundo-Tenente em 29 de dezembro de 1957; Primeiro-Tenente em 13 de fevereiro de 1959; Capitão-Tenente em 13 de fevereiro de 1961; Capitão-de-Corveta em 2 de setembro de 1966; Capitão-de-Fragata em 13 de setembro de 1971; Capitão-de-Mar-e-Guerra em 31 de agosto de 1979; Contra-Almirante em 31 de março de 1987; Vice-Almirante em 31 de março de 1991 e Almirante-de-Esquadra em 31 de março de 1995.
Ao longo de sua carreira naval, comandou as seguintes organizações militares: Aviso Oceânico Bauru,  1º Esquadrão de Contratorpedeiros, Diretoria de Aeronáutica da Marinha, Diretoria de Armamento e Comunicações, Comando-em-Chefe da Esquadra, Diretoria-Geral de Material da Marinha, Comando de Operações Navais e o Estado-Maior da Armada.
Em 1996, Chagasteles foi condecorado pelo presidente Fernando Henrique Cardoso com a Ordem do Mérito Militar no grau de Grande-Oficial.
Assumiu o cargo de Ministro da Marinha em 1º de janeiro de 1999. Com a criação do Ministério da Defesa, em conformidade com a Lei Complementar nº 97, de 1999, foi nomeado, em 8 de junho do mesmo ano, Comandante da Marinha.
Durante sua gestão, deu continuidade ao Projeto de Cartografia Náutica na Antártica, com a atuação do Navio de Apoio Oceanográfico Ary Rongel, assim como ao Projeto Pirata (Projeto Piloto de Rede de Bóias Fixas no Atlântico Tropical) em parceria entre instituições científicas do Brasil, França e Estados Unidos da América, tendo como objetivo central o monitoramento dos dados meteorológicos e oceanográficos. Ampliou a Base Naval do Rio de Janeiro, aumentando sua capacidade de manutenção e reparo de meios da Esquadra, modernizou as instalações da Escola Naval e deu prosseguimento a modernização das Fragatas classe Niterói. Ainda em sua administração foram incorporados o Submarino Tapajó e o Navio-Patrulha Guanabara e lançada ao mar a Corveta Barroso.
Após deixar o governo, retirou-se da vida pública e faleceu em 3 de setembro de 2012.